# Minheim
Minheim – miejscowość i gmina w Niemczech, w kraju związkowym Nadrenia-Palatynat, w powiecie Bernkastel-Wittlich, wchodzi w skład gminy związkowej Bernkastel-Kues. Do 31 grudnia 2011 gmina należała do gminy związkowej Neumagen-Dhron, która dzień późnej została rozwiązana.

## Współpraca
Miejscowość partnerska:
- Kempen, Nadrenia Północna-Westfalia